# Thomas Gruber (Ministerialdirektor)
Thomas Gruber (* 1963 in München)  ist ein deutscher Ministerialbeamter im bayerischen Staatsdienst.
Gruber studierte nach seinem Abitur Volkswirtschaftslehre in München. 1995 promovierte er. Im Anschluss arbeitete er drei Jahre im Bayerisches Staatsministerium für Wirtschaft. 1999 wechselte er in die Bayerische Staatskanzlei. Im März 2022 wechselte er als Ministerialdirektor in das Bayerisches Staatsministerium für Wohnen, Bau und Verkehr und wurde zwei Monate später Amtschef des Ministeriums.